# Grand Prix Cycliste La Marseillaise 2021
Grand Prix d'Ouverture La Marseillaise 2021 – 42. edycja wyścigu kolarskiego Grand Prix Cycliste La Marseillaise, która odbyła się 31 stycznia 2021 na liczącej 171 kilometrów trasie wokół Marsylii. Impreza kategorii 1.1 była częścią UCI Europe Tour 2021.

## Uczestnicy

### Drużyny
| WorldTeams (7)- AG2R Citroën Team - Cofidis - EF Education-Nippo - Groupama-FDJ - Intermarché-Wanty-Gobert Matériaux - Lotto Soudal - UAE Team Emirates ProTeams (8)- Delko - B&B Hotels p/b KTM - Bingoal-WB - Arkéa-Samsic - Total Direct Énergie - Sport Vlaanderen-Baloise - Equipo Kern Pharma - Caja Rural-Seguros RGA Continental teams (2)- Saint Michel-Auber 93 - Xelliss-Roubaix Lille Métropole |
| |

### Lista startowa
| AG2R Citroën Team ACT | AG2R Citroën Team ACT        | AG2R Citroën Team ACT |
| --------------------- | ---------------------------- | --------------------- |
| Nr                    | Kolarz                       | Miejsce               |
| 1                     | Tony Gallopin (FRA)          | 13.                   |
| 2                     | Lilian Calmejane (FRA)       | 8.                    |
| 3                     | François Bidard (FRA)        | OTL                   |
| 4                     | Ben Gastauer (LUX)           | 30.                   |
| 5                     | Aurélien Paret-Peintre (FRA) | 1.                    |
| 6                     | Nicolas Prodhomme (FRA)      | 61.                   |
| 7                     | Julien Duval (FRA)           | 92.                   |

| Groupama-FDJ GFC | Groupama-FDJ GFC        | Groupama-FDJ GFC |
| ---------------- | ----------------------- | ---------------- |
| Nr               | Kolarz                  | Miejsce          |
| 11               | Alexys Brunel (FRA)     | 68.              |
| 12               | William Bonnet (FRA)    | 103.             |
| 13               | Fabian Lienhard (SUI)   | 88.              |
| 14               | Jake Stewart (GBR)      | 102.             |
| 15               | Romain Seigle (FRA)     | 85.              |
| 16               | Benjamin Thomas (FRA)   | 14.              |
| 17               | Lars van den Berg (NED) | 89.              |

| Cofidis COF | Cofidis COF              | Cofidis COF |
| ----------- | ------------------------ | ----------- |
| Nr          | Kolarz                   | Miejsce     |
| 21          | Jesús Herrada (ESP)      | 16.         |
| 22          | Nicolas Edet (FRA)       | 78.         |
| 23          | Rubén Fernández (ESP)    | 22.         |
| 24          | Anthony Perez (FRA)      | 18.         |
| 25          | Rémy Rochas (FRA)        | 48.         |
| 26          | Christophe Laporte (FRA) | 34.         |
| 27          | Tom Bohli (SUI)          | 98.         |

| UAE Team Emirates UAD | UAE Team Emirates UAD      | UAE Team Emirates UAD |
| --------------------- | -------------------------- | --------------------- |
| Nr                    | Kolarz                     | Miejsce               |
| 31                    | Matteo Trentin (ITA)       | 7.                    |
| 32                    | Vegard Stake Laengen (NOR) | 64.                   |
| 33                    | Alessandro Covi (ITA)      | 27.                   |
| 34                    | Ryan Gibbons (RSA) (szosa) | 17.                   |
| 35                    | Rui Oliveira (POR)         | 39.                   |
| 36                    | Alaksandr Rabuszenka (BLR) | 80.                   |
| 37                    | Oliviero Troia (ITA)       | 106.                  |

| EF Education-Nippo EFN | EF Education-Nippo EFN    | EF Education-Nippo EFN |
| ---------------------- | ------------------------- | ---------------------- |
| Nr                     | Kolarz                    | Miejsce                |
| 41                     | Julien El Fares (FRA)     | 9.                     |
| 42                     | Stefan Bissegger (SUI)    | 59.                    |
| 43                     | Simon Carr (GBR)          | 24.                    |
| 44                     | Sebastian Langeveld (NED) | 84.                    |
| 45                     | Jonas Rutsch (GER)        | DNS                    |
| 46                     | Thomas Scully (NZL)       | 107.                   |
| 47                     | Julius van den Berg (NED) | 81.                    |

| Lotto-Soudal LTS | Lotto-Soudal LTS       | Lotto-Soudal LTS |
| ---------------- | ---------------------- | ---------------- |
| Nr               | Kolarz                 | Miejsce          |
| 51               | Philippe Gilbert (BEL) | 49.              |
| 52               | Tim Wellens (BEL)      | 6.               |
| 53               | John Degenkolb (GER)   | 35.              |
| 54               | Andreas Kron (DEN)     | 29.              |
| 55               | Stefano Oldani (ITA)   | 43.              |
| 56               | Gerben Thijssen (BEL)  | 104.             |
| 57               | Brent Van Moer (BEL)   | 51.              |

| Intermarché-Wanty-Gobert Matériaux IWG | Intermarché-Wanty-Gobert Matériaux IWG | Intermarché-Wanty-Gobert Matériaux IWG |
| -------------------------------------- | -------------------------------------- | -------------------------------------- |
| Nr                                     | Kolarz                                 | Miejsce                                |
| 61                                     | Andrea Pasqualon (ITA)                 | 33.                                    |
| 62                                     | Tom Devriendt (BEL)                    | 90.                                    |
| 63                                     | Odd Christian Eiking (NOR)             | 10.                                    |
| 63                                     | Théo Delacroix (FRA)                   | 91.                                    |
| 64                                     | Jeremy Bellicaud (FRA)                 | 15.                                    |
| 66                                     | Rein Taaramäe (EST)                    | 21.                                    |
| 67                                     | Maurits Lammertink (NED)               | 56.                                    |

| Arkéa-Samsic ARK | Arkéa-Samsic ARK        | Arkéa-Samsic ARK |
| ---------------- | ----------------------- | ---------------- |
| Nr               | Kolarz                  | Miejsce          |
| 71               | Diego Rosa (ITA)        | 57.              |
| 72               | Amaury Capiot (BEL)     | 25.              |
| 73               | Thomas Boudat (FRA)     | 2.               |
| 74               | Łukasz Owsian (POL)     | 70.              |
| 75               | Kévin Ledanois (FRA)    | 42.              |
| 76               | Anthony Delaplace (FRA) | 23.              |
| 77               | Maxime Bouet (FRA)      | 11.              |

| Delko DKO | Delko DKO                 | Delko DKO |
| --------- | ------------------------- | --------- |
| Nr        | Kolarz                    | Miejsce   |
| 81        | Alessandro Fedeli (ITA)   | 87.       |
| 82        | Mauro Finetto (ITA)       | 46.       |
| 83        | Evaldas Šiškevicius (LTU) | 101.      |
| 84        | August Jensen (NOR)       | 47.       |
| 85        | Mathias Le Turnier (FRA)  | DNF       |
| 86        | Julien Trarieux (FRA)     | 40.       |
| 87        | Lucas De Rossi (FRA)      | OTL       |

| Total Direct Énergie TDE | Total Direct Énergie TDE   | Total Direct Énergie TDE |
| ------------------------ | -------------------------- | ------------------------ |
| Nr                       | Kolarz                     | Miejsce                  |
| 91                       | Edvald Boasson Hagen (NOR) | 19.                      |
| 92                       | Fabien Grellier (FRA)      | DNF                      |
| 93                       | Pierre Latour (FRA)        | 63.                      |
| 94                       | Christopher Lawless (GBR)  | 108.                     |
| 95                       | Geoffrey Soupe (FRA)       | 93.                      |
| 96                       | Anthony Turgis (FRA)       | 12.                      |
| 97                       | Alexis Vuillermoz (FRA)    | 20.                      |

| B&B Hotels p/b KTM BBK | B&B Hotels p/b KTM BBK | B&B Hotels p/b KTM BBK |
| ---------------------- | ---------------------- | ---------------------- |
| Nr                     | Kolarz                 | Miejsce                |
| 101                    | Jonathan Hivert (FRA)  | 28.                    |
| 102                    | Cyril Barthe (FRA)     | 26.                    |
| 103                    | Franck Bonnamour (FRA) | 31.                    |
| 104                    | Bryan Coquard (FRA)    | 3.                     |
| 105                    | Thibault Ferasse (FRA) | 62.                    |
| 106                    | Eliot Lietaer (BEL)    | 97.                    |
| 107                    | Quentin Pacher (FRA)   | 32.                    |

| Sport Vlaanderen-Baloise SVB | Sport Vlaanderen-Baloise SVB | Sport Vlaanderen-Baloise SVB |
| ---------------------------- | ---------------------------- | ---------------------------- |
| Nr                           | Kolarz                       | Miejsce                      |
| 111                          | Kenneth Van Rooy (BEL)       | 38.                          |
| 112                          | Lindsay De Vylder (BEL)      | 53.                          |
| 113                          | Rune Herregodts (BEL)        | 52.                          |
| 114                          | Jens Reynders (BEL)          | 105.                         |
| 115                          | Fabio Van den Bossche (BEL)  | 37.                          |
| 116                          | Sasha Weemaes (BEL)          | OTL                          |
| 117                          | Thimo Willems (BEL)          | 36.                          |

| Caja Rural-Seguros RGA CJR | Caja Rural-Seguros RGA CJR | Caja Rural-Seguros RGA CJR |
| -------------------------- | -------------------------- | -------------------------- |
| Nr                         | Kolarz                     | Miejsce                    |
| 121                        | David González López (ESP) | 72.                        |
| 122                        | Julen Amezqueta (ESP)      | DNF                        |
| 123                        | Aritz Bagües (ESP)         | 58.                        |
| 124                        | Jon Barrenetxea (ESP)      | 69.                        |
| 125                        | Josu Etxeberria (ESP)      | 71.                        |
| 126                        | Sergio Martín (ESP)        | 73.                        |
| 127                        | Joel Nicolau (ESP)         | 44.                        |

| Equipo Kern Pharma EKP | Equipo Kern Pharma EKP   | Equipo Kern Pharma EKP |
| ---------------------- | ------------------------ | ---------------------- |
| Nr                     | Kolarz                   | Miejsce                |
| 131                    | Martí Márquez (ESP)      | 77.                    |
| 132                    | Francisco Galván (ESP)   | 4.                     |
| 133                    | Jordi López (ESP)        | 41.                    |
| 134                    | Ibon Ruiz (ESP)          | 79.                    |
| 135                    | Danny van der Tuuk (NED) | 83.                    |
| 136                    | Vojtěch Řepa (CZE)       | 55.                    |
| 137                    | Raúl García Pierna (ESP) | 45.                    |

| Bingoal-WB BWB | Bingoal-WB BWB           | Bingoal-WB BWB |
| -------------- | ------------------------ | -------------- |
| Nr             | Kolarz                   | Miejsce        |
| 141            | Arjen Livyns (BEL)       | 5.             |
| 142            | Mathijs Paasschens (NED) | 65.            |
| 143            | Milan Menten (BEL)       | 50.            |
| 144            | Kenny Molly (BEL)        | 60.            |
| 145            | Laurens Huys (BEL)       | 96.            |
| 146            | Dimitri Peyskens (BEL)   | 99.            |
| 147            | Luc Wirtgen (LUX)        | 100.           |

| Xelliss-Roubaix Lille Métropole XRL | Xelliss-Roubaix Lille Métropole XRL | Xelliss-Roubaix Lille Métropole XRL |
| ----------------------------------- | ----------------------------------- | ----------------------------------- |
| Nr                                  | Kolarz                              | Miejsce                             |
| 151                                 | Julien Antomarchi (FRA)             | 94.                                 |
| 152                                 | Ivan Centrone (LUX)                 | 74.                                 |
| 153                                 | Mathias De Witte (BEL)              | DNF                                 |
| 154                                 | Dylan Kowalski (FRA)                | 95.                                 |
| 155                                 | Jordan Levasseur (FRA)              | 110.                                |
| 156                                 | Jérémy Leveau (FRA)                 | 75.                                 |
| 157                                 | Maxime Urruty (FRA)                 | 76.                                 |

| Saint Michel-Auber 93 AUB | Saint Michel-Auber 93 AUB | Saint Michel-Auber 93 AUB |
| ------------------------- | ------------------------- | ------------------------- |
| Nr                        | Kolarz                    | Miejsce                   |
| 161                       | Tony Hurel (FRA)          | OTL                       |
| 162                       | Baptiste Bleier (FRA)     | 86.                       |
| 163                       | Adrien Guillonnet (FRA)   | 82.                       |
| 164                       | Louis Louvet (FRA)        | 67.                       |
| 165                       | Flavien Maurelet (FRA)    | 54.                       |
| 166                       | Yoann Paillot (FRA)       | 66.                       |
| 167                       | Morne van Niekerk (RSA)   | 109.                      |

| AG2R Citroën Team ACT | AG2R Citroën Team ACT        | AG2R Citroën Team ACT |
| --------------------- | ---------------------------- | --------------------- |
| Nr                    | Kolarz                       | Miejsce               |
| 1                     | Tony Gallopin (FRA)          | 13.                   |
| 2                     | Lilian Calmejane (FRA)       | 8.                    |
| 3                     | François Bidard (FRA)        | OTL                   |
| 4                     | Ben Gastauer (LUX)           | 30.                   |
| 5                     | Aurélien Paret-Peintre (FRA) | 1.                    |
| 6                     | Nicolas Prodhomme (FRA)      | 61.                   |
| 7                     | Julien Duval (FRA)           | 92.                   |

| Groupama-FDJ GFC | Groupama-FDJ GFC        | Groupama-FDJ GFC |
| ---------------- | ----------------------- | ---------------- |
| Nr               | Kolarz                  | Miejsce          |
| 11               | Alexys Brunel (FRA)     | 68.              |
| 12               | William Bonnet (FRA)    | 103.             |
| 13               | Fabian Lienhard (SUI)   | 88.              |
| 14               | Jake Stewart (GBR)      | 102.             |
| 15               | Romain Seigle (FRA)     | 85.              |
| 16               | Benjamin Thomas (FRA)   | 14.              |
| 17               | Lars van den Berg (NED) | 89.              |

| Cofidis COF | Cofidis COF              | Cofidis COF |
| ----------- | ------------------------ | ----------- |
| Nr          | Kolarz                   | Miejsce     |
| 21          | Jesús Herrada (ESP)      | 16.         |
| 22          | Nicolas Edet (FRA)       | 78.         |
| 23          | Rubén Fernández (ESP)    | 22.         |
| 24          | Anthony Perez (FRA)      | 18.         |
| 25          | Rémy Rochas (FRA)        | 48.         |
| 26          | Christophe Laporte (FRA) | 34.         |
| 27          | Tom Bohli (SUI)          | 98.         |

| UAE Team Emirates UAD | UAE Team Emirates UAD      | UAE Team Emirates UAD |
| --------------------- | -------------------------- | --------------------- |
| Nr                    | Kolarz                     | Miejsce               |
| 31                    | Matteo Trentin (ITA)       | 7.                    |
| 32                    | Vegard Stake Laengen (NOR) | 64.                   |
| 33                    | Alessandro Covi (ITA)      | 27.                   |
| 34                    | Ryan Gibbons (RSA) (szosa) | 17.                   |
| 35                    | Rui Oliveira (POR)         | 39.                   |
| 36                    | Alaksandr Rabuszenka (BLR) | 80.                   |
| 37                    | Oliviero Troia (ITA)       | 106.                  |

| EF Education-Nippo EFN | EF Education-Nippo EFN    | EF Education-Nippo EFN |
| ---------------------- | ------------------------- | ---------------------- |
| Nr                     | Kolarz                    | Miejsce                |
| 41                     | Julien El Fares (FRA)     | 9.                     |
| 42                     | Stefan Bissegger (SUI)    | 59.                    |
| 43                     | Simon Carr (GBR)          | 24.                    |
| 44                     | Sebastian Langeveld (NED) | 84.                    |
| 45                     | Jonas Rutsch (GER)        | DNS                    |
| 46                     | Thomas Scully (NZL)       | 107.                   |
| 47                     | Julius van den Berg (NED) | 81.                    |

| Lotto-Soudal LTS | Lotto-Soudal LTS       | Lotto-Soudal LTS |
| ---------------- | ---------------------- | ---------------- |
| Nr               | Kolarz                 | Miejsce          |
| 51               | Philippe Gilbert (BEL) | 49.              |
| 52               | Tim Wellens (BEL)      | 6.               |
| 53               | John Degenkolb (GER)   | 35.              |
| 54               | Andreas Kron (DEN)     | 29.              |
| 55               | Stefano Oldani (ITA)   | 43.              |
| 56               | Gerben Thijssen (BEL)  | 104.             |
| 57               | Brent Van Moer (BEL)   | 51.              |

| Intermarché-Wanty-Gobert Matériaux IWG | Intermarché-Wanty-Gobert Matériaux IWG | Intermarché-Wanty-Gobert Matériaux IWG |
| -------------------------------------- | -------------------------------------- | -------------------------------------- |
| Nr                                     | Kolarz                                 | Miejsce                                |
| 61                                     | Andrea Pasqualon (ITA)                 | 33.                                    |
| 62                                     | Tom Devriendt (BEL)                    | 90.                                    |
| 63                                     | Odd Christian Eiking (NOR)             | 10.                                    |
| 63                                     | Théo Delacroix (FRA)                   | 91.                                    |
| 64                                     | Jeremy Bellicaud (FRA)                 | 15.                                    |
| 66                                     | Rein Taaramäe (EST)                    | 21.                                    |
| 67                                     | Maurits Lammertink (NED)               | 56.                                    |

| Arkéa-Samsic ARK | Arkéa-Samsic ARK        | Arkéa-Samsic ARK |
| ---------------- | ----------------------- | ---------------- |
| Nr               | Kolarz                  | Miejsce          |
| 71               | Diego Rosa (ITA)        | 57.              |
| 72               | Amaury Capiot (BEL)     | 25.              |
| 73               | Thomas Boudat (FRA)     | 2.               |
| 74               | Łukasz Owsian (POL)     | 70.              |
| 75               | Kévin Ledanois (FRA)    | 42.              |
| 76               | Anthony Delaplace (FRA) | 23.              |
| 77               | Maxime Bouet (FRA)      | 11.              |

| Delko DKO | Delko DKO                 | Delko DKO |
| --------- | ------------------------- | --------- |
| Nr        | Kolarz                    | Miejsce   |
| 81        | Alessandro Fedeli (ITA)   | 87.       |
| 82        | Mauro Finetto (ITA)       | 46.       |
| 83        | Evaldas Šiškevicius (LTU) | 101.      |
| 84        | August Jensen (NOR)       | 47.       |
| 85        | Mathias Le Turnier (FRA)  | DNF       |
| 86        | Julien Trarieux (FRA)     | 40.       |
| 87        | Lucas De Rossi (FRA)      | OTL       |

| Total Direct Énergie TDE | Total Direct Énergie TDE   | Total Direct Énergie TDE |
| ------------------------ | -------------------------- | ------------------------ |
| Nr                       | Kolarz                     | Miejsce                  |
| 91                       | Edvald Boasson Hagen (NOR) | 19.                      |
| 92                       | Fabien Grellier (FRA)      | DNF                      |
| 93                       | Pierre Latour (FRA)        | 63.                      |
| 94                       | Christopher Lawless (GBR)  | 108.                     |
| 95                       | Geoffrey Soupe (FRA)       | 93.                      |
| 96                       | Anthony Turgis (FRA)       | 12.                      |
| 97                       | Alexis Vuillermoz (FRA)    | 20.                      |

| B&B Hotels p/b KTM BBK | B&B Hotels p/b KTM BBK | B&B Hotels p/b KTM BBK |
| ---------------------- | ---------------------- | ---------------------- |
| Nr                     | Kolarz                 | Miejsce                |
| 101                    | Jonathan Hivert (FRA)  | 28.                    |
| 102                    | Cyril Barthe (FRA)     | 26.                    |
| 103                    | Franck Bonnamour (FRA) | 31.                    |
| 104                    | Bryan Coquard (FRA)    | 3.                     |
| 105                    | Thibault Ferasse (FRA) | 62.                    |
| 106                    | Eliot Lietaer (BEL)    | 97.                    |
| 107                    | Quentin Pacher (FRA)   | 32.                    |

| Sport Vlaanderen-Baloise SVB | Sport Vlaanderen-Baloise SVB | Sport Vlaanderen-Baloise SVB |
| ---------------------------- | ---------------------------- | ---------------------------- |
| Nr                           | Kolarz                       | Miejsce                      |
| 111                          | Kenneth Van Rooy (BEL)       | 38.                          |
| 112                          | Lindsay De Vylder (BEL)      | 53.                          |
| 113                          | Rune Herregodts (BEL)        | 52.                          |
| 114                          | Jens Reynders (BEL)          | 105.                         |
| 115                          | Fabio Van den Bossche (BEL)  | 37.                          |
| 116                          | Sasha Weemaes (BEL)          | OTL                          |
| 117                          | Thimo Willems (BEL)          | 36.                          |

| Caja Rural-Seguros RGA CJR | Caja Rural-Seguros RGA CJR | Caja Rural-Seguros RGA CJR |
| -------------------------- | -------------------------- | -------------------------- |
| Nr                         | Kolarz                     | Miejsce                    |
| 121                        | David González López (ESP) | 72.                        |
| 122                        | Julen Amezqueta (ESP)      | DNF                        |
| 123                        | Aritz Bagües (ESP)         | 58.                        |
| 124                        | Jon Barrenetxea (ESP)      | 69.                        |
| 125                        | Josu Etxeberria (ESP)      | 71.                        |
| 126                        | Sergio Martín (ESP)        | 73.                        |
| 127                        | Joel Nicolau (ESP)         | 44.                        |

| Equipo Kern Pharma EKP | Equipo Kern Pharma EKP   | Equipo Kern Pharma EKP |
| ---------------------- | ------------------------ | ---------------------- |
| Nr                     | Kolarz                   | Miejsce                |
| 131                    | Martí Márquez (ESP)      | 77.                    |
| 132                    | Francisco Galván (ESP)   | 4.                     |
| 133                    | Jordi López (ESP)        | 41.                    |
| 134                    | Ibon Ruiz (ESP)          | 79.                    |
| 135                    | Danny van der Tuuk (NED) | 83.                    |
| 136                    | Vojtěch Řepa (CZE)       | 55.                    |
| 137                    | Raúl García Pierna (ESP) | 45.                    |

| Bingoal-WB BWB | Bingoal-WB BWB           | Bingoal-WB BWB |
| -------------- | ------------------------ | -------------- |
| Nr             | Kolarz                   | Miejsce        |
| 141            | Arjen Livyns (BEL)       | 5.             |
| 142            | Mathijs Paasschens (NED) | 65.            |
| 143            | Milan Menten (BEL)       | 50.            |
| 144            | Kenny Molly (BEL)        | 60.            |
| 145            | Laurens Huys (BEL)       | 96.            |
| 146            | Dimitri Peyskens (BEL)   | 99.            |
| 147            | Luc Wirtgen (LUX)        | 100.           |

| Xelliss-Roubaix Lille Métropole XRL | Xelliss-Roubaix Lille Métropole XRL | Xelliss-Roubaix Lille Métropole XRL |
| ----------------------------------- | ----------------------------------- | ----------------------------------- |
| Nr                                  | Kolarz                              | Miejsce                             |
| 151                                 | Julien Antomarchi (FRA)             | 94.                                 |
| 152                                 | Ivan Centrone (LUX)                 | 74.                                 |
| 153                                 | Mathias De Witte (BEL)              | DNF                                 |
| 154                                 | Dylan Kowalski (FRA)                | 95.                                 |
| 155                                 | Jordan Levasseur (FRA)              | 110.                                |
| 156                                 | Jérémy Leveau (FRA)                 | 75.                                 |
| 157                                 | Maxime Urruty (FRA)                 | 76.                                 |

| Saint Michel-Auber 93 AUB | Saint Michel-Auber 93 AUB | Saint Michel-Auber 93 AUB |
| ------------------------- | ------------------------- | ------------------------- |
| Nr                        | Kolarz                    | Miejsce                   |
| 161                       | Tony Hurel (FRA)          | OTL                       |
| 162                       | Baptiste Bleier (FRA)     | 86.                       |
| 163                       | Adrien Guillonnet (FRA)   | 82.                       |
| 164                       | Louis Louvet (FRA)        | 67.                       |
| 165                       | Flavien Maurelet (FRA)    | 54.                       |
| 166                       | Yoann Paillot (FRA)       | 66.                       |
| 167                       | Morne van Niekerk (RSA)   | 109.                      |

## Klasyfikacja generalna
| \| Klasyfikacja generalna \| Klasyfikacja generalna \| Klasyfikacja generalna \| Klasyfikacja generalna \| Klasyfikacja generalna \| \| Kolarz \| Kolarz \| Państwo \| Drużyna \| Czas \| \| ---------------------- \| ---------------------- \| ---------------------- \| ---------------------------------- \| ---------------------- \| \| 1. \| Aurélien Paret-Peintre \| Francja \| AG2R Citroën Team \| 4h 24' 29" \| \| 2. \| Thomas Boudat \| Francja \| Arkéa-Samsic \| + 0" \| \| 3. \| Bryan Coquard \| Francja \| B&B Hotels p/b KTM \| + 0" \| \| 4. \| Francisco Galván \| Hiszpania \| Equipo Kern Pharma \| + 0" \| \| 5. \| Arjen Livyns \| Belgia \| Bingoal-WB \| + 0" \| \| 6. \| Tim Wellens \| Belgia \| Lotto-Soudal \| + 0" \| \| 7. \| Matteo Trentin \| Włochy \| UAE Team Emirates \| + 0" \| \| 8. \| Lilian Calmejane \| Francja \| AG2R Citroën Team \| + 0" \| \| 9. \| Julien El Fares \| Francja \| EF Education-Nippo \| + 0" \| \| 10. \| Odd Christian Eiking \| Norwegia \| Intermarché-Wanty-Gobert Matériaux \| + 0" \| |                        |           |                                    |            |
| |                        |           |                                    |            |
| Źródło: ProCyclingStats |                        |           |                                    |            |
| Klasyfikacja generalna |                        |           |                                    |            |
| Kolarz | Kolarz                 | Państwo   | Drużyna                            | Czas       |
| 1. | Aurélien Paret-Peintre | Francja   | AG2R Citroën Team                  | 4h 24' 29" |
| 2. | Thomas Boudat          | Francja   | Arkéa-Samsic                       | + 0"       |
| 3. | Bryan Coquard          | Francja   | B&B Hotels p/b KTM                 | + 0"       |
| 4. | Francisco Galván       | Hiszpania | Equipo Kern Pharma                 | + 0"       |
| 5. | Arjen Livyns           | Belgia    | Bingoal-WB                         | + 0"       |
| 6. | Tim Wellens            | Belgia    | Lotto-Soudal                       | + 0"       |
| 7. | Matteo Trentin         | Włochy    | UAE Team Emirates                  | + 0"       |
| 8. | Lilian Calmejane       | Francja   | AG2R Citroën Team                  | + 0"       |
| 9. | Julien El Fares        | Francja   | EF Education-Nippo                 | + 0"       |
| 10. | Odd Christian Eiking   | Norwegia  | Intermarché-Wanty-Gobert Matériaux | + 0"       |